# Jordi Wild
Jorge Carrillo de Albornoz Torres (Manresa, 28 d'agost de 1984), conegut popularment com a Jordi Wild, és un youtuber català conegut principalment per ser un dels majors youtubers d'Espanya, atès que actualment té més d'11,3 milions de subscriptors i més de 1 600 milions de reproduccions al seu canal principal, anomenat «El Rincón De Giorgio». Però també ha treballat en diverses ocasions com a actor, model, escriptor i cantant. Fou el guanyador dels premis ESLAND 2022 i 2023 com el millor talk show pel seu podcast The Wild Project.

## Biografia
Obrí el seu primer canal de Youtube anomenat «El Rincón de Giorgio» el 22 de març de 2013 i el 16 d'agost del mateix any va penjar el seu primer vídeo. De llavors ençà ha continuat de penjar vídeos de forma regular fins al dia d'avui. El seu contingut és variat, però penja principalment vídeos en els quals narra o explica històries i algun videojoc comentat. Al llarg de tota la seva carrera com a youtuber ha tingut l'oportunitat de filmar vídeos amb altres personatges importants de Youtube com el Wismichu, l'Auronplay, el Dross i molts altres.
L'any 2016 publicà la seva primera novel·la anomenada Sueños de acero y Neón (Somnis d'acer i Neó). El 9 d'octubre de 2016 va estrenar el seu primer curtmetratge, Wild: la película (Wild: el film), però al llarg de la carrera n'ha penjat més. Un any més tard, el 2017, escrigué un altre llibre, en aquesta ocasió un còmic anomenat Jorgemyte, Agente la P.E.M.
El 31 de gener de 2020 va obrir el segon canal, The Wild Project, per començar un nou projecte de pòdcasts on tracta temes d'actualitat, de caràcter social, econòmic, cultural, etc. amb diferents convidats. El programa s'emet a la plataforma de YouTube i a Spotify. El canal de YouTube on penja els vídeos passa dels 3 milions de subscriptors i té més de mil milions de visualitzacions, des que va obrir el canal el 31 de gener de 2020. La gràcia rau en el fet que en cada programa hi porta a convidats diferents amb la intenció de tractar temes diversos i conèixer diferents punts de vista. Al llarg de tot el programa en Jordi ha tingut l'oportunitat de tractar i parlar en el seu programa amb icones com, Arturo Pérez-Reverte, Gerard Piqué, Frank Cuesta, Alejandro Cao de Benós, Oriol Junqueras i moltes altres persones rellevants.
Després d'escriure dos llibres, una novel·la i un còmic, en Jordi publicà un tercer llibre el 2022, Asi es la puta vida, el libro de anti-ayuda (Així és la puta vida, el llibre d'antiautoajuda).

## Canals de YouTube

### El rincón de Giorgio
Va ser obert al març de 2013 i, des de llavors, es troba actiu. En els inicis del canal, els seus comentaris van ser sobre consoles i videojocs; el seu primer vídeo és una publicació en la qual es parla de les generacions de consoles de videojocs.
A mesura que va anar publicant més vídeos de varietat, com a desafiaments, reaccions i paròdies, el canal va començar a créixer de manera exponencial, superant els 11,5 milions de subscriptors.
Des de fa uns anys els vídeos d'aquest canal se centren sobretot en l'anàlisi i el relat de crims o misteris reals, parlant sobre David Parker Ray, el siucidi col·lectiu de Jonestown, la unitat 731 i entre altres .Durant la setmana de Halloween puja vídeos sobre temàtica terrorífica.
Actualment té uns 11,9 milions de subscriptors.

### The Wild Project
El canal va ser creat el gener de 2020, en els inicis de la pandèmia de COVID-19. Dit pel mateix Jordi en una entrevista al mitjà especialitzat Rockzone, actualment ho considera el seu nou canal principal, a causa de la gran acceptació del públic.
El pòdcast té dos formats, The Wild Project en el qual participa un convidat en una espècie de xerrada/entrevista, i The Wild Project Tertúlia, en el qual al costat de dos tertulians, com Jordi crida als seus convidats els qui anteriorment han estat part de l'altre format, i al seu realitzador i editor Nacho Amela, comenten i debaten sobre les notícies més mediàtiques de la setmana.
Al llarg de tot el programa en Jordi ha tingut l'oportunitat de tractar i parlar en el seu programa amb icones com, Arturo Pérez-Reverte, Gerard Piqué, Frank Cuesta, Alejandro Cao de Benós, Oriol Junqueras, Iker Jiménez i entre d'altres.
Actualment té uns 5,6 milions de subscriptors. El pòdcast amb més visualitzacions del canal és amb "FT gafe423", una persona que havia estat a les forces especials, el pòdcast té 11 milions de visualitzacions.

### Dogfight Wild Tournament
És el canal de l'esdeveniment de lluita i combat homònim que inclou diverses modalitats, cadascuna amb participants que protagonitzen batalles undeground. Aquest inclou, retransmissions de combats de diferents modalitats, entre elles: Joc decisiu, arts marcials mixtes, boxa a mà nua, 2v1, baralla femenina, baralla amb guants, David contra Goliath i una secció reservada per a un torneig de bufetades.

## Premis i nominacions
| Any  | Premi         | Categoria                 | Projecte         | Resultat  | Ref.  |
| ---- | ------------- | ------------------------- | ---------------- | --------- | ----- |
| 2022 | premis ESLAND | Millor talk show de l'any | The Wild Project | Guanyador | [ 4 ] |
| 2023 | premis ESLAND | Millor talk show de l'any | The Wild Project | Guanyador | [ 5 ] |

## Filmografia
Al llarg de la seva llarga carrera com a creador de contingut, també ha participat en diverses pel·lícules i curtmetratges en els quals a vegades hi ha participat com a actor i alguns altres els ha dirigit. El primer curtmetratge que va fer fou Wild estrenat el 19 d'octubre de 2016. El va penjar al canal principal i actualment compta amb 5,4 milions de reproduccions. Després d'aquest succés va fer un segon curtmetratge, Vendetta, estrenat el 8 d'abril de 2018, que compta a hores d'ara amb més d'1,7 milions de visualitzacions.
| Any  | Títol                         | Rol            |
| ---- | ----------------------------- | -------------- |
| 2016 | Wild: la pelicula             |                |
| 2018 | Vendetta: la película         | Tommaso Marino |
| 2019 | Ella llevaba una diadema azul | Detectiu       |